# Vadillo (Sòria)
Vadillo és un municipi a la província de Sòria, a la comunitat autònoma de Castella i Lleó. Pertany al partit judicial de El Burgo de Osma.

## Geografia

Terme municipal de Vadillo respecte el de la província

Està situat en l'oest de la província de Sòria, a la comarca de Pinares, en un entorn natural de gran riquesa ecològica i micològica. En el seu terme municipal es troba a la punta Otero Mayor, de 1333 msnm, prop del Cañón del Río Lobos.
En el seu terme i inclosos a la Xarxa Natura 2000 el  lloc d'importància comunitària anomenat Sabinares Sierra de Cabrejas, ocupant 279 hectàrees, el 20 % del seu terme.

## Història
En el terme municipal de Vadillo es van trobar casualment diverses eines visigodes, que es troben dipositades en el Museu Numantino, i que evidencien l'antiguitat del població d'aquest lloc. En documents del segle xiii apareix ja citat com Vadellum, i a aquesta època ha de pertànyer a la pila romànica que es conserva a l'església. Posteriorment, en l'Edat Moderna, Vadillo formava part de la Cabanya Real de Carreters de la comarca de Burgos-Soria.
En el Cens de 1879, ordenat pel Comte de Floridablanca, figurava com a lloc del Concejo de San Leonardo del Partit de Terra de Rosegui en la Intendència de Burgos, amb jurisdicció de senyoriu i sota l'autoritat de l'alcalde pedani, nomenat pel Duc de Veragua. Comptava llavors amb 130 habitants.
A la fi de l'Antic Règim la localitat es va constituir en municipi constitucional a la regió de Castella la Vella que en el cens de 1842 comptava amb 29 llars i 112 veïns.

## Demografia
A 1 de gener de 2010 la població ascendia a 144 habitants, 86 homes i 58 dones.

## Patrimoni

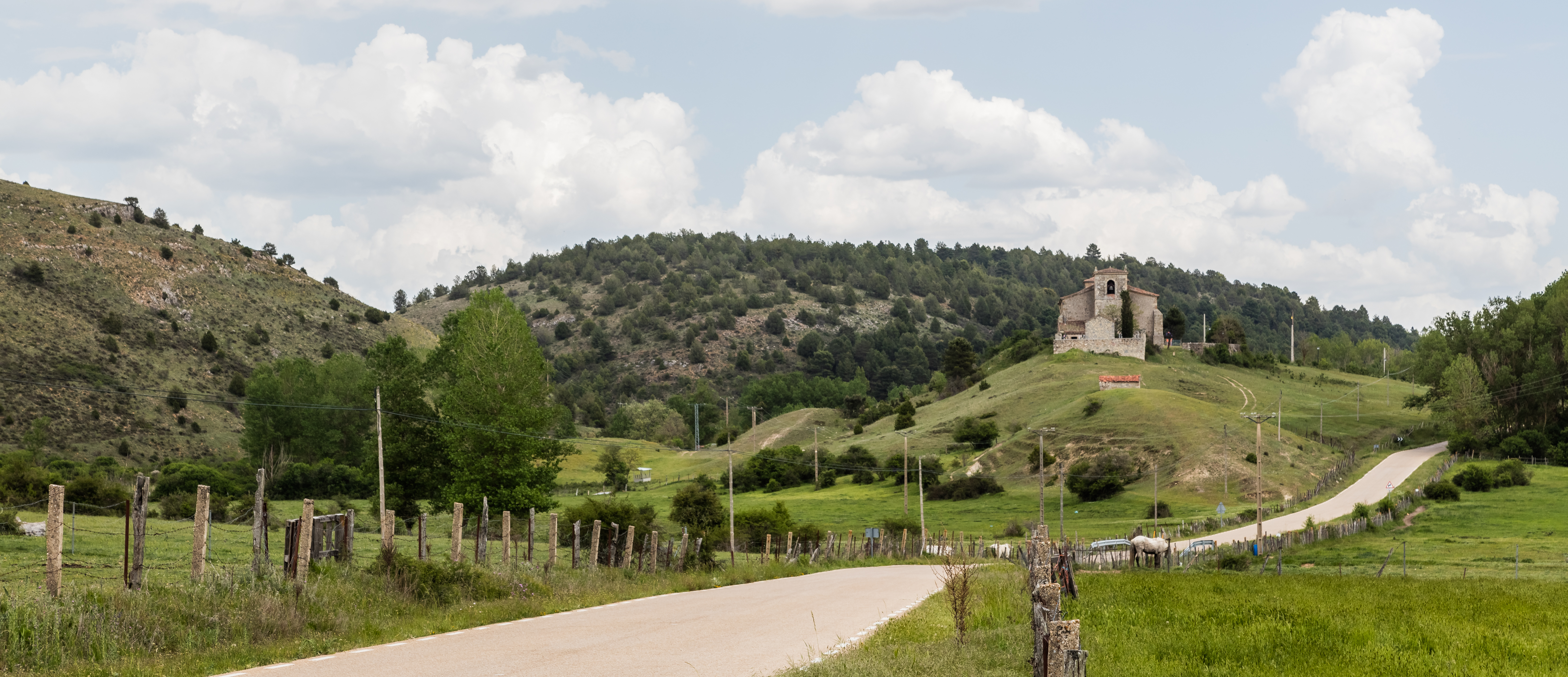
Ermita de San Roque

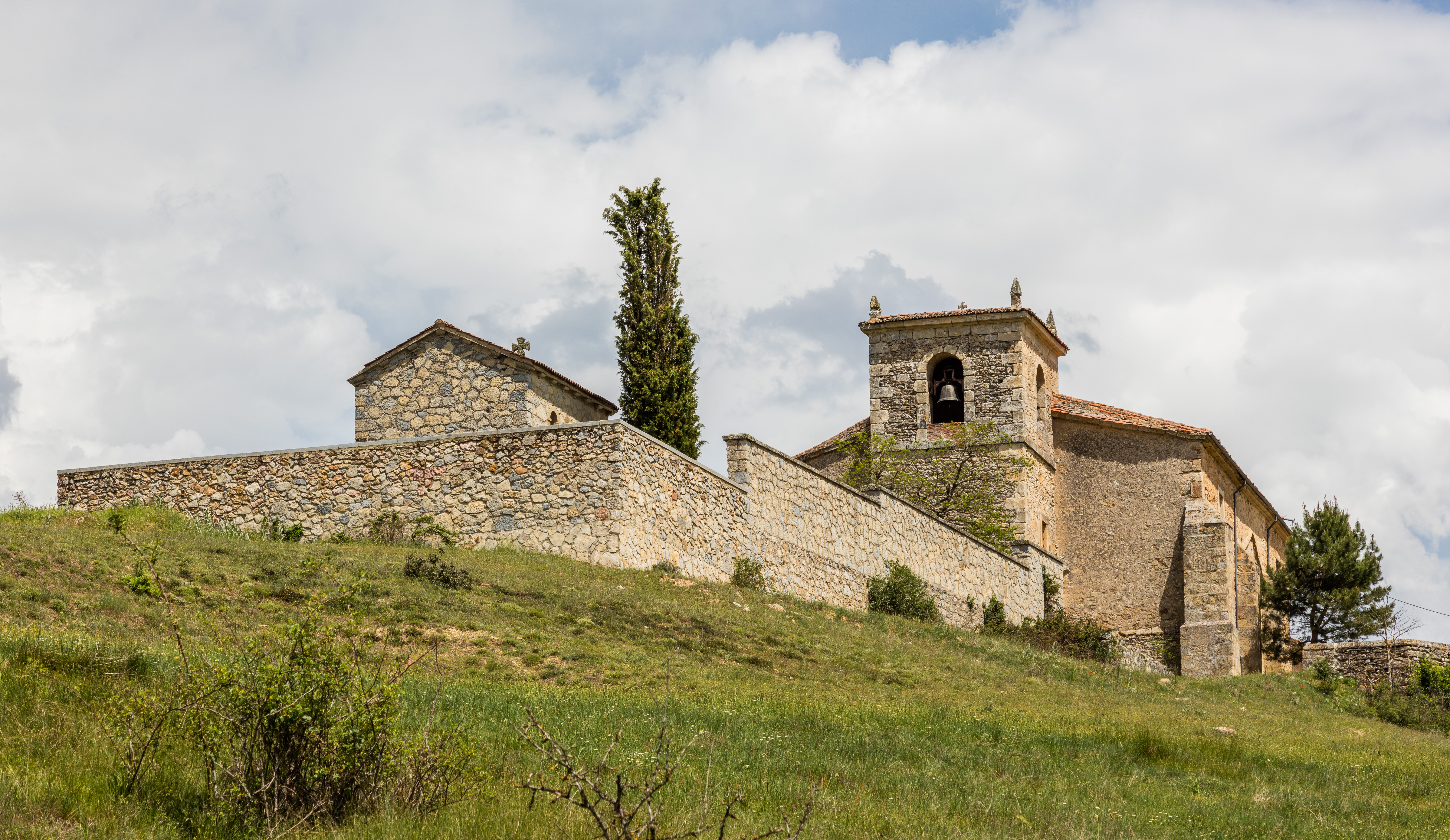
Església de la Natividad

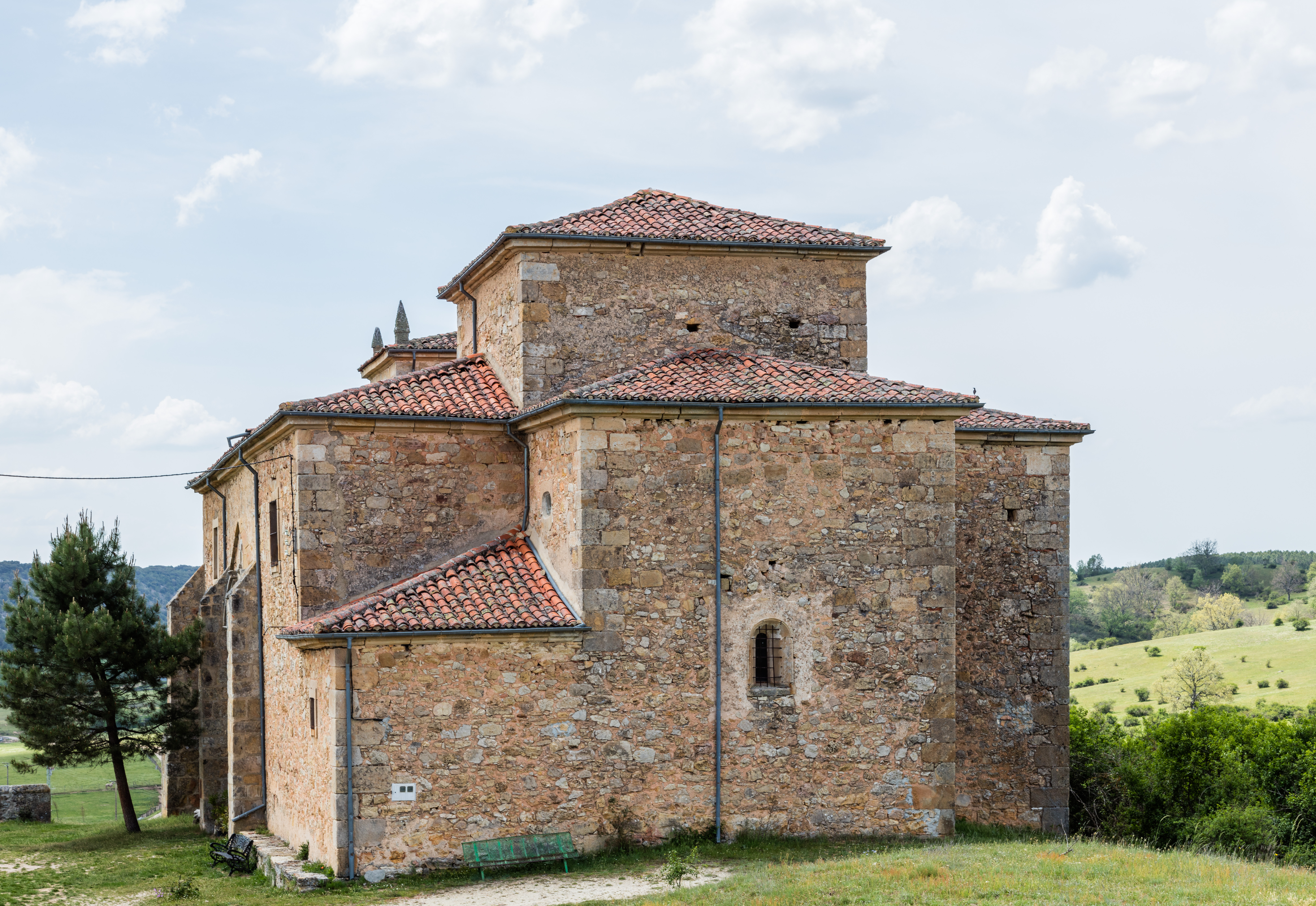
Una altra vista de l'església

La casa consistorial fou construïda l'any 1930.
Destaca l'església parroquial catòlica de la Natividad de Nuestra Señora, situada als afores del poble sobre una lloma, que va ser construïda a mitjan segle xvii. De grans dimensions, consta de tres naus amb creuer, retaule barroc, pila baptismal romànica i un òrgan del segle xviii.
Prop de l'església se situa l'ermita de San Roque, al costat de la qual se celebra la festa de la Caritat el 16 d'agost.

## Festes
- 2 de febrer (antiga festa del poble).
- 21 i 22 de febrer: carnestoltes (disfresses pel poble).
- Setmana anterior a la Quaresma: Les Quarentenes, els nens del poble recorren els seus carrers entonant romanços antics, sol·licitant diners, xoriço, cansalada i ous, per finalitzar el diumenge gros o de pinyata amb un menjar, a la qual conviden a les autoritats.
- Setmana Santa: diverses processons típiques pel poble, acompanyades per cançons antiquíssimes de la localitat, finalitzant el Diumenge de Pasqua amb subhasta d'ofrenes fetes a la Verge.
- 1 de maig: pingada del maig (pi), pels mossos del poble.
- 26 de maig (variable): La Cubilla, pa, vi, xoriço i formatge per a persones del poble i visitants.
- 24 de juny: foguera de Sant Joan (realitzada pels joves en un alt proper).
- 16 d'agost: celebració de la Caritat de Sant Roc, amb activitats similars a les del dia de la Cubilla (repartiment de pa, vi, xoriço i formatge).
- 7-8-9-10 de setembre: festes de la localitat, Natividad de La nostra Senyora, processó típica amb el carro triomfant, ball amb dolçaines davant la verge, partits de pilotes, frontenis, joc de cartes, disfresses, cucanyes, concursos de dibuix, redacció etc, finalitzant amb la caldereta típica per al poble i visitants.

## Costums
Durant les festes se celebren partits de pilota, bitlles, cucanyes, calba, tan guilla, mus, i guiñote a més de la caldereta, que la fa la gent del poble.